# Anke Engelke
Anke Engelke est une actrice, scénariste et réalisatrice allemande née le 21 décembre 1965 à Montréal (Canada).
Elle a présenté le Concours Eurovision de la chanson 2011 en compagnie de Judith Rakers et de Stefan Raab.

## Biographie
À 6 ans, sa famille déménage à Rösrath près de Cologne en Allemagne. Elle chante avec sa sœur dans la chorale de l'école. En 1978, elle participe à une représentation avec Udo Jürgens.
Née à Montréal au Québec, Anke Engelke parle couramment le français.
Elle est la maîtresse des cérémonies d’ouverture et de clôture depuis la Berlinale 2003.

## Filmographie

### Comme actrice

#### Cinéma
- 2000 : LiebesLuder : Christine
- 2001 : Der Schuh des Manitu : Mutter (extended edition)
- 2001 : Plume, le petit ours polaire (Der Kleine Eisbär) : Mutter Eisbär (voix)
- 2003 : Operation Dance Sensation (vidéo) : Veronica Rell
- 2003 : Just Get Married! : Ina
- 2004 : Germanikus : Frau Senator
- 2004 : Der Wixxer : Doris Dubinsky
- 2005 : Vom Suchen und Finden der Liebe : Helena Stokowski
- 2005 : Plume et l'île mystérieuse (Der Kleine Eisbär 2 - Die geheimnisvolle Insel) : Iguanita und Frieda (voix)
- 2006 : Urmel aus dem Eis : Wutz (voix)
- 2006 : Oh wie schön ist Panama : Fisch (voix)

#### Télévision
- 1996 : Die Wochenshow (série télévisée) : Host and sketches (unknown episodes, 1996-2000)
- 1998 : ...und im Keller gärt es (feuilleton TV)
- 2000 : Anke (série télévisée) : Anke (unknown episodes)
- 2001 : Blind Date (TV) : Yvonne
- 2001-2010 : Ladykracher (série télévisée) : Various Roles
- 2002 : Blind Date 2 - Taxi nach Schweinau (TV) : Ruth
- 2002 : Blind Date 3 - Der fünfbeinige Elefant (TV) : Constanze Pillmann
- 2003 : Blind Date 4 - London, Moabit (TV) : Caroline
- 2004 : Anke Late Night (série télévisée) : Host and sketches (unknown episodes)
- 2004 : Blind Date 5 - Blaues Geheimnis (TV) : Sonja Mette
- 2005 : Blind Date 6 - Tanzen verboten (TV) : Elke
- Depuis 2007 : Les Simpson : Marge Simpson (voix)
- 2015 : Scoop en talons aiguilles (Téléfilm) : Fanny Reitmeyer
- 2018 : Deutschland 86 : Barbara Dietrich

### Comme scénariste
- 2001 : Blind Date (TV)
- 2002 : Blind Date 2 - Taxi nach Schweinau (TV)
- 2002 : Blind Date 3 - Der fünfbeinige Elefant (TV)
- 2003 : Blind Date 4 - London, Moabit (TV)
- 2004 : Blind Date 5 - Blaues Geheimnis (TV)
- 2005 : Blind Date 6 - Tanzen verboten (TV)

### Comme réalisatrice
- 2001 : Blind Date (TV)
- 2002 : Blind Date 2 - Taxi nach Schweinau (TV)
- 2002 : Blind Date 3 - Der fünfbeinige Elefant (TV)
- 2003 : Blind Date 4 - London, Moabit (TV)
- 2004 : Blind Date 5 - Blaues Geheimnis (TV)
- 2005 : Blind Date 6 - Tanzen verboten (TV)

### Comme actrice de doublage
- Depuis 2006 : Les Simpson : Elle a remplacé Elisabeth Volkmann pour la voix de Marge Simpson